# Слезина
Слезина (лат. Lien, грч. Splen) је жлезда без канала, присутна код кичмењака, и блиско повезана са циркулаторним системом. Њена функција је одстрањивање старих црвених крвних зрнаца. Слезина је такође резервоар крви. Данас се зна да њено одстрањивање чини особу више подложном инфекцијама.
Код људи, слезина је орган величине песнице (типично 12cm x 8cm x 4cm), тежак око 150–200 грама, на левој горњој страни абдомена, иза желуца и испод дијафрагме. Код коња, слезина је дугачка 50 центиметара. Код птица је округласта.

## Анатомија
Слезина надзире, уништава и складишти црвена крвна зрнца. Уз то, слезина је састављена из две врсте ткива, црвене и беле масе. Бела маса служи за борбу против инфекција, а црвена уклања непожељне материје. Бела маса је највећи орган лимфоидног система. 

## Болести
Увећана слезина је стање познато као спленомегалија. То може бити последица маларије, ендокардитиса, леукемије, Хоџкинове болести, мононуклеозе, тумора итд. 
Слезина може да се напипа у око 30% новорођенчади, али, осим у случајевима увећане слезине, она више не може да се напипа код детета од 3-4 године. Најчешћи разлог за увећану слезину код деце је вирусна, обично пролазна, инфекција. 
Особе без слезине (стање се назива аспленија) су подложне инфекцијама званим септикемија. 
У ретким случајевима, недостатак слезине је урођен. 
Српаста анемија може да изазове функционалну аспленију. Слезина се често хируршки уклања (спленектомија) у случају повреда абдомена где слезина крвари, у случају тумора, циста и других обољења. 